# Santa Cruz de Guadalupe
Santa Cruz de Guadalupe är en ort i Mexiko.   Den ligger i kommunen Nombre de Dios och delstaten Durango, i den centrala delen av landet, 700 km nordväst om huvudstaden Mexico City. Santa Cruz de Guadalupe ligger 1 838 meter över havet och antalet invånare är 970.
Terrängen runt Santa Cruz de Guadalupe är platt åt nordost, men åt sydväst är den kuperad. Runt Santa Cruz de Guadalupe är det glesbefolkat, med 16 invånare per kvadratkilometer. Närmaste större samhälle är Nombre de Dios, 7,0 km väster om Santa Cruz de Guadalupe. Omgivningarna runt Santa Cruz de Guadalupe är i huvudsak ett öppet busklandskap.